# Флаг Республики Алтай
Флаг Респу́блики Алта́й (алт. Алтай Республиканыҥ маанызы) наряду с гербом, является государственным символом Республики Алтай Российской Федерации.
2 июля 1992 года, Законом Республики Алтай, был учреждён первый государственный символ — флаг Республики Алтай.
3 марта 1993 года, постановлением Верховного Совета Республики Алтай, было принято Положение о флаге.
29 июня 1994 года, в связи с изменением пропорции флага России с 1:2 на 2:3, постановлением Государственного Собрания — Эл Курултая Республики Алтай, отношение ширины флага к его длине также было установлено как 2:3.
24 апреля 2003 года, постановлением Государственного Собрания — Эл Курултая Республики Алтай, был принят Конституционный закон Республики Алтай «О флаге Республики Алтай», внёсшим изменение в описание флага с возвращением пропорции — 1:2.
Законом Республики Алтай от 11 марта 2016 года № 1−КРЗ вновь была возвращена пропорция флага 2:3.
Флаг внесён в Государственный геральдический регистр Российской Федерации с присвоением регистрационного номера 13013.

## Описание
«Флаг Республики Алтай представляет собой прямоугольное полотнище с соотношением ширины к длине 2:3, состоящее из четырёх горизонтальных полос, сверху вниз — белого (шириной в 67/100 от ширины полотнища), голубого (шириной в 1/25 от ширины полотнища), белого (шириной в 1/25 от ширины полотнища), голубого (шириной в 1/4 от ширины полотнища)».

## История

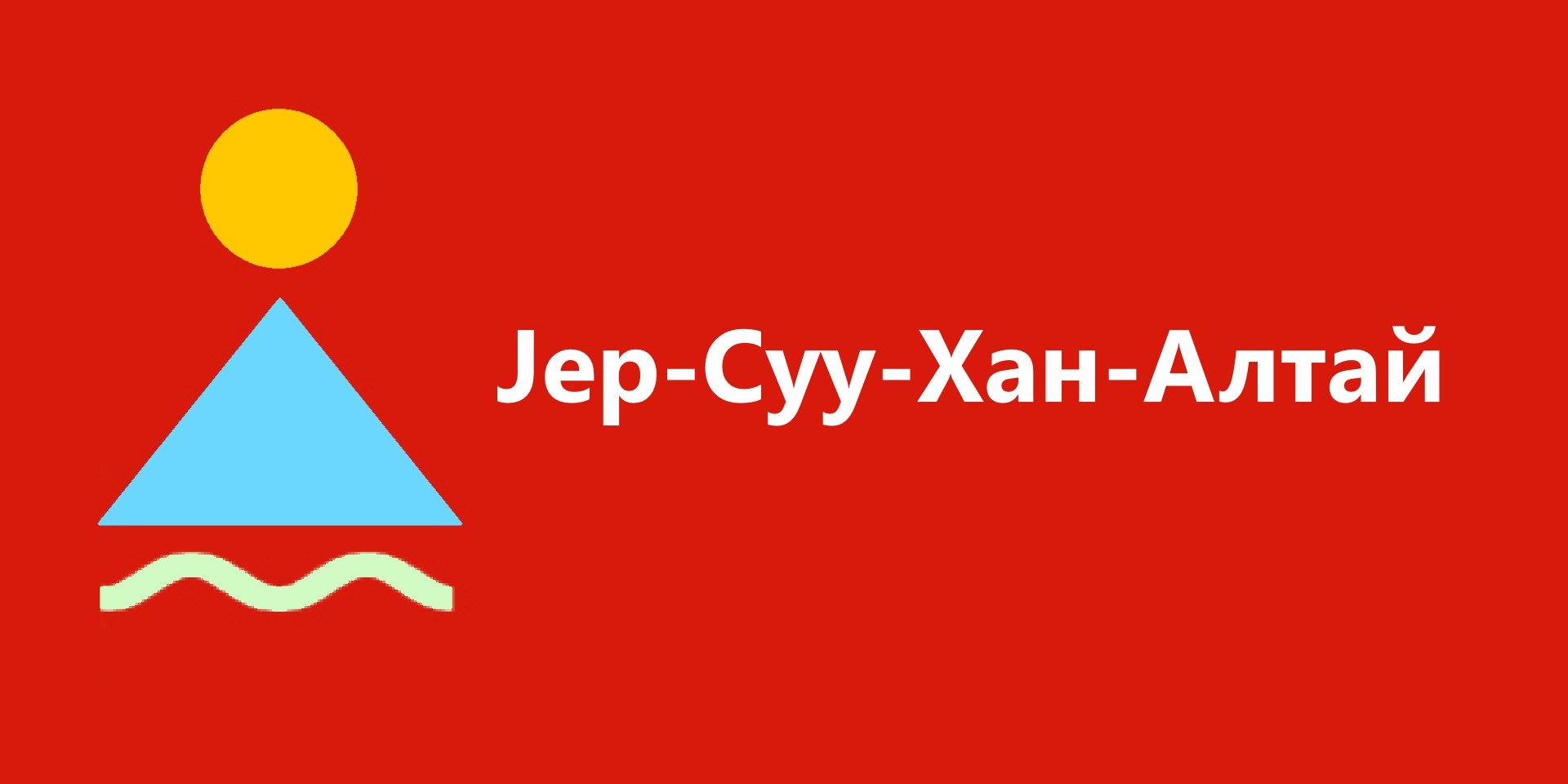
Национальное революционное знамя алтайцев, 1917 год

Первым флагом стало полотнище, которое было создано художником Григорием Гуркиным в 1917 году. На красном фоне слева расположен голубой треугольник, который символизирует горы. Ниже тянется бледно-зеленая волна — это река Катунь. Над треугольником находится желтый круг, олицетворяющий Солнце.

### Флаг 1992 года
Описание
«Государственный флаг Республики Алтай представляет собой прямоугольное полотнище из четырёх горизонтальных полос: верхняя — белого цвета, нижняя — голубого, узкие полосы — белого и голубого цветов.
Соотношение полос составляет 1/4, 1/25 и 1/25 к ширине флага.
Отношение ширины флага к его длине 1:2».
Символика
Два цвета флага Республики Алтай соответствуют цветам Государственного флага Российской Федерации и подчёркивают, что Республика Алтай является субъектом Российской Федерации.
- Голубые полосы являются символом чистоты, неба, гор, рек и озёр Алтая.
- Белые полосы олицетворяют вечность, стремление к возрождению, любви и согласию народов Республики Алтай.

### Флаг 2003 года
Описание

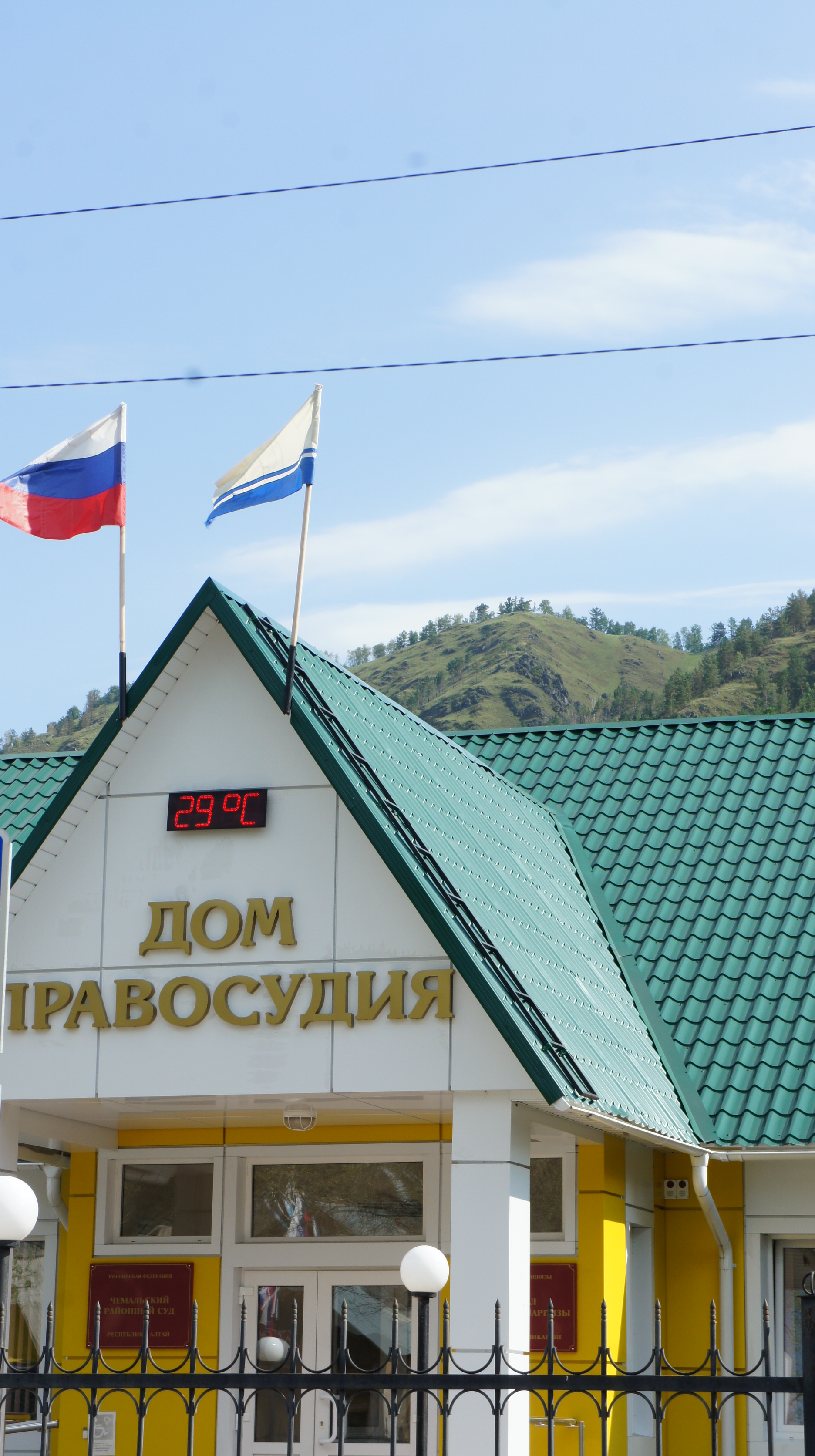
Флаги России и Республики Алтай на Доме Правосудия в Чемале

«Прямоугольное полотнище из четырёх горизонтальных полос: верхняя — белого цвета, нижняя — голубого, узкие полосы — белого и голубого цветов.
Отношение ширины флага к его длине 1:2.
Соотношение полос составляет 1/4, 1/25 и 1/25 к ширине флага».
Символика
Голубые полосы являются символом чистоты, неба, гор, рек и озёр Алтая.
Белые полосы олицетворяют вечность, стремление к возрождению, любви и согласию народов Республики Алтай.

## Флаги муниципальных образований
На 1 января 2020 года в Республике Алтай насчитывалось 102 муниципальных образования: 1 городской округ, 10 муниципальных районов и 91 сельское поселение.

### Флаг городского округа
| Флаг | Официальное название                                  | Дата утверждения | Номер в ГГР |
| ---- | ----------------------------------------------------- | ---------------- | ----------- |
|      | Флаг муниципального образования «Город Горно-Алтайск» | 28 января 2020   | 12845       |

### Флаги муниципальных районов
| Флаг | Официальное название                                 | Дата утверждения | Номер в ГГР |
| ---- | ---------------------------------------------------- | ---------------- | ----------- |
|      | Флаг муниципального образования «Кош-Агачский район» | 24 марта 2020    | 13245       |
|      | Флаг муниципального образования «Майминский район»   | 26 декабря 2019  | 12847       |
|      | Флаг муниципального образования «Онгудайский район»  | 24 декабря 2019  | 12849       |
|      | Флаг муниципального образования «Турочакский район»  | 26 декабря 2019  | 12851       |
|      | Флаг муниципального образования «Улаганский район»   | 12 марта 2020    | 13335       |

| Флаг | Официальное название                                    | Дата утверждения | Номер в ГГР |
| ---- | ------------------------------------------------------- | ---------------- | ----------- |
|      | Флаг муниципального образования «Усть-Канский район»    | 26 декабря 2019  | 12853       |
|      | Флаг муниципального образования «Усть-Коксинский район» | 30 декабря 2019  | 12855       |
|      | Флаг муниципального образования «Чемальский район»      | 13 декабря 2019  | 12857       |
|      | Флаг муниципального образования «Чойский район»         | 19 декабря 2019  | 12859       |
|      | Флаг муниципального образования «Шебалинский район»     | 25 декабря 2019  | 12861       |

### Флаги сельских поселений
| Флаг | Официальное название                                             | Дата утверждения | Номер в ГГР |
| ---- | ---------------------------------------------------------------- | ---------------- | ----------- |
|      | Флаг муниципального образования «Артыбашское сельское поселение» | 12 сентября 2012 |             |

| Флаг | Официальное название                                                  | Дата утверждения | Номер в ГГР |
| ---- | --------------------------------------------------------------------- | ---------------- | ----------- |
|      | Флаг муниципального образования «Нижне-Талдинское сельское поселение» | 8 июля 2013      |             |

### Упразднённые флаги
| Флаг | Наименование                                        | Дата утверждения | Дата отмены     |
| ---- | --------------------------------------------------- | ---------------- | --------------- |
|      | Флаг муниципального образования «Майминский район»  | 23 декабря 2003  | 26 декабря 2019 |
|      | Флаг муниципального образования «Онгудайский район» | 28 декабря 2011  |                 |
|      | Флаг муниципального образования «Улаганский район»  | 28 декабря 2004  | 12 марта 2020   |

| Флаг | Наименование                                         | Дата утверждения | Дата отмены     |
| ---- | ---------------------------------------------------- | ---------------- | --------------- |
|      | Флаг муниципального образования «Усть-Канский район» | 17 января 2003   | 26 декабря 2019 |
|      | Флаг муниципального образования «Чойский район»      | 28 ноября 2003   |                 |